# 유키 노부테루

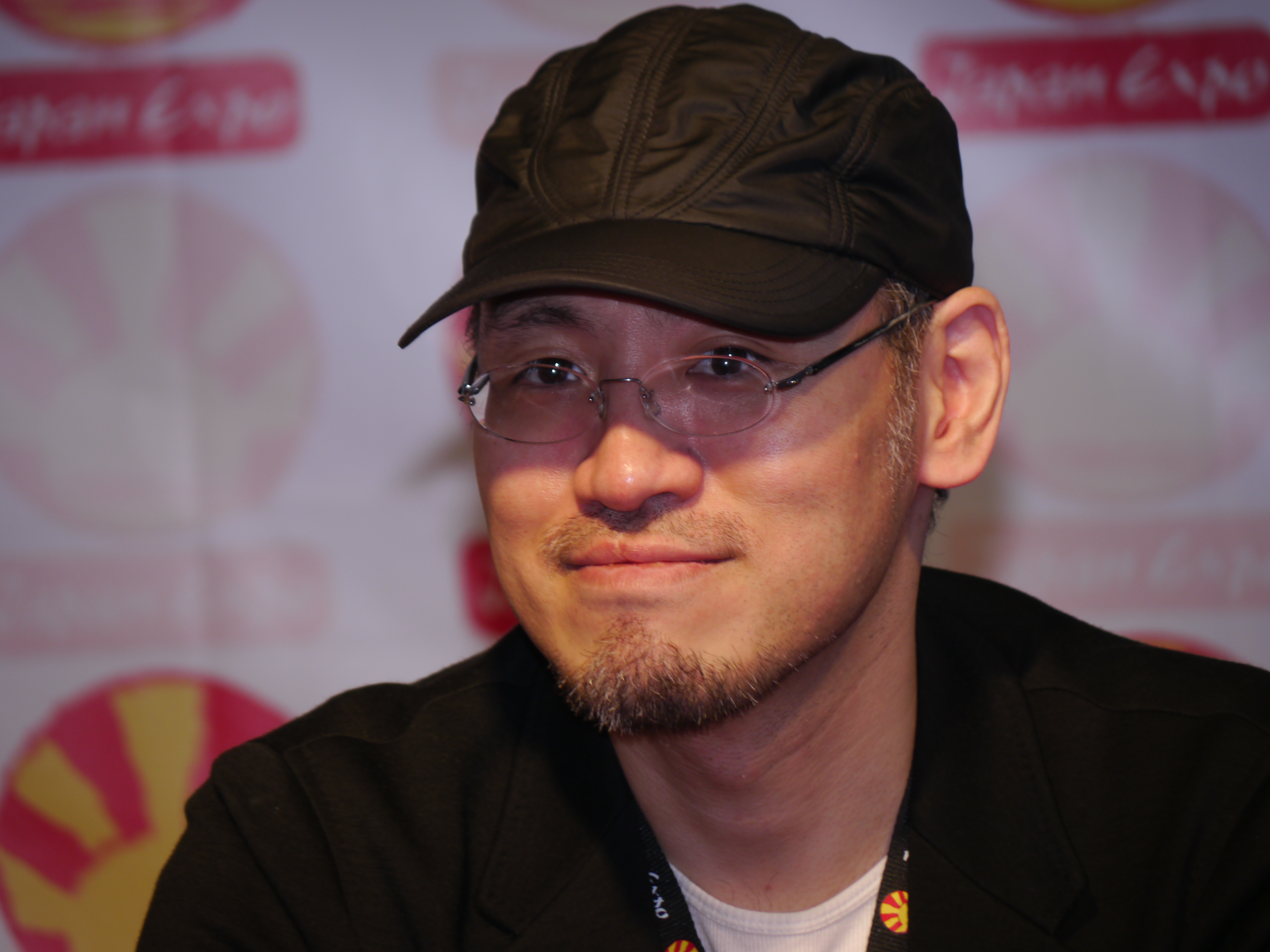

유키 노부테루(結城信輝, 1962년 12월 24일 ~ , 도쿄도 출생)는 일본의 만화가, 삽화가, 애니메이터 및 동인지 예술가이다. 만화, 애니메이션, 비디오 게임의 캐릭터를 디자인했으며 그의 가장 유명한 작품인 천공의 에스카플로네를 포함하여 아카네 가즈키 감독과 자주 협력했다. 아트랜드와 D.A.S.T.(아트랜드에서 독립한 뒤 운영한 이타노 이치로의 애니메이션 스튜디오)에서 근무한 후, 현재 프리랜서로 활동 중이다.

## 작품

### 애니메이션 시리즈
- 출동! 바이오 용사
- 언덕길의 아폴론
- 마켄키
- Orange (만화)
- 파라다이스 키스
- 우주전함 야마토 2199
- 지구로
- 천공의 에스카플로네
- 언더 닌자

### 영화
- 파이브 스타 스토리
- X (만화)

### OVA
- 총몽 (만화)
- 클로버 (만화)
- 로도스도 전기

### 비디오 게임
- 크로노 크로스
- 카이저 너클
- 라그나로크 온라인
- 성검전설 3
- 전장의 푸가